# Yasri Khan
Yasri Khan, född 2 april 1986 i Stockholm, är en av grundarna av Svenska muslimer för fred och rättvisa (SMFR) och tidigare miljöpartistisk politiker. Han avgick från samtliga uppdrag i Miljöpartiet 2016 i anslutning till en omfattande debatt kring hans sätt att hälsa genom att lägga handen på hjärtat och vägra att skaka hand med kvinnor. Khan anser att han utifrån sin religiösa principfasthet är bunden att följa islams uppmaningar om att fysisk kontakt med motsatt kön innebär intimitet.

## Biografi
Yasri Khan är son till Samsudine Khan i den muslimska separatistgruppen Pattani United Liberation Organization (Pulo) i Thailand.
Yasri Khan har haft uppdrag i Sveriges unga muslimer, Ibn Rushd och varit projektkoordinatör för Kista folkhögskola samt kursföreståndare på Härnösands folkhögskola inom "ledarskap och projektledning med inriktning mot det muslimska civilsamhället". Han har erhållit uppdrag i bland annat från Sensus studieförbund, Coop, Saco studentråd, Utrikespolitiska förbundet Sverige och PeaceQuest.[källa behövs] Han har genomgått den prestigefyllda utbildningen International Visitors Leadership Program (IVLP) i USA.
År 2014 kandiderade Khan till riksdagen och fick näst flest personkryss efter partiledaren och språkröret Gustav Fridolin för Miljöpartiet i valdistriktet Stockholms län. Han valdes in till kommunfullmäktige i Upplands Väsby kommun.

### Svenska Muslimer för Fred och Rättvisa
Mellan 2010 och 2015 var Yasri Khan förbundsordförande för Svenska Muslimer för Fred och Rättvisa (SMFR) och efterträdde Anna Waara. Under hans ordförandeperiod utvecklades muslimska fredsrörelsen till ett förbund. 
Han har även varit drivande i att använda sin roll som ordförande för att skapa interreligiösa och interkulturella möten mellan muslimer aktiva i SMFR och judiska, romska, kristen-ortodoxa, syrianska organisationer såväl som organisationer likt Scouterna, Svenska kyrkan och Svenska freds- och skiljedomsföreningen.
Efter att ha avgått som förbundsordförande blev han i april 2015 organisationens generalsekreterare.

### Hälsa med handen på hjärtat
I samband med en intervju om bostadsminister Mehmet Kaplans avgång den 19 april 2016 vägrade Khan att hälsa på TV4:s reporter Ann Tiberg med ett handslag  och lade istället ena handen på bröstkorgen. Khans vägran att ta Tiberg och andra kvinnor i hand medförde stor mediauppmärksamhet med kritik från bland annat statsrådet Aida Hadzialic som sade att "Det är fullkomligt oacceptabelt. Kvinnor och män ska behandlas lika. Det är förstås extra viktigt när det gäller en ung makthavare som borde tjäna som en bra förebild, inte som avskräckande exempel på ojämställd människosyn". Morgonen den 20 april meddelade Khan i en debattartikel i Nyheter24 att han lämnade samtliga uppdrag i Miljöpartiet..
I den efterföljande debatten som följde fick han bland annat kritik för sitt sätt att hälsa, bland annat från statsministern Stefan Löfven, såväl som beskyllning för att vara extremist, kvinnohatare och terrorist men fick även stöd för rätten att få hälsa på sitt sätt av bland andra Magdalena Ribbing. 
Khan skrev i debattartikeln i Nyheter24 att han inte hade för avsikt "att förringa eller nedvärdera andra människor" samt att det "är olika för olika muslimer hur de väljer att hälsa". Han uttalade sig igen den 1 maj i en längre intervju på DN och i Aktuellt live. Där sa han att det i hans tro är en "för intim handling" att skaka hand med en människa av det motsatta könet som inte tillhör familjen, och att det inte har något med jämställdhet att göra. Han ansåg även att hans tolkning av religionen inte på något vis bör hindra honom från att vara aktiv politiskt, och att det hittills inte gjort det under de år han verkat inom MP och civilsamhället.

## Samhällsdebattör
Yasri Khan har varit kritisk mot kriget mot terrorismen och brott mot mänskliga rättigheter som ska ha begåtts inom ramen för detta. Han har varit aktiv i debatten för att begränsa svensk vapenexport till auktoritära regimer som till exempel Saudiarabien och Thailand.
Han har även varit aktiv i att bygga upp ett paneuropeiskt muslimskt samarbete samt en grön muslimsk rörelse på europeisk nivå.
Yasri Khan är internationellt aktiv och har uttalat sig om flera internationella konflikter och haft internationella uppdrag i arbetet för fred och rättvisa liksom uttalat sig mot intolerans, rasism och våld. Han har även varit med i att bygga upp relationer med olika trossamfund och att utveckla interreligiösa samarbeten som Salaams Vänner.